# 농무목축시험장
농무목축시험장(農務牧畜試驗場)은 최경석이 1884년 보빙사의 일원으로 미국에 다녀온 뒤 근대적 농업기술을 시험 연구하기 위해 만든 기관이다. 당시 경기도 양주군 망우리면에 설치됐었고 최경석은 미국에서 각종 농작물의 종자 및 가축을 들여와 품종의 개량과 아울러 낙농업을 일으키고 경작기계를 구입하여 근대적인 농업기술을 도입하고자 하였다. 농무목축시험장은 설치 초기에 상부 관청에 예속되지 않고 궁중과 직접 관련을 가지면서 독립적인 기관으로 운영되고 있었다. 1886년 봄 시험장의 관리관이었던 최경석이 갑자기 병사하면서 서구식 농업기술 기관은 허술한 상태에 놓일 수 밖에 없었고, 시험장은 1886년 8월 내무부 농무사에 속하게 되어 농목국(農牧局)으로 개칭되었다.

## 같이 보기
- 보빙사